# Blapsilon austrocaledonicum
Blapsilon austrocaledonicum là một loài bọ cánh cứng trong họ Cerambycidae.